# Phantom the Animation
Autre
Phantom the Animation est une mini-série d'animation japonaise composée de trois OAV réalisée par Keitaro Motonaga et produite par KSS. Elle est une adaptation du jeu vidéo Phantom of Inferno de type visual novel sorti en 2000.

## Histoire
Elle commence directement avec la présentation du Phantom, un assassin hors pair.

## Épisodes
1. Assassin (暗殺者?)
2. Souvenirs (想い?)
3. Le souffle (炎?)